# Paul Gaudoin
Paul Gaudoin, född den 12 augusti 1975 i Perth, Australien, är en australisk landhockeyspelare.
Han tog OS-brons i herrarnas landhockeyturnering i samband med de olympiska landhockeytävlingarna 1996 i Atlanta.
Han tog därefter OS-brons igen i samma gren i samband med de olympiska landhockeytävlingarna 2000 i Sydney.